# 712 a.C.
Il 712 a.C. (DCCXII a.C. in numeri romani) è un anno  dell'VIII secolo a.C.

## Nati
- Terpandro, poeta greco antico († 645 a.C.)